# World Figure Skating Hall of Fame
La World Figure Skating Hall of Fame è la hall of fame internazionale del pattinaggio di figura, con sede a Colorado Springs, in Colorado, negli Stati Uniti.
La hall of fame nacque nel 1976 su iniziativa della U.S. Figure Skating Association (USFSA), la federazione statunitense del pattinaggio di figura, che creò una lista di 21 persone di varie nazionalità che si erano particolarmente distinte nella storia del pattinaggio artistico.
Nel 1979 la USFSA trasferì i propri uffici da Boston alla nuova sede di Colorado Springs, che comprendeva anche un museo dedicato alla storia del pattinaggio e ai suoi protagonisti, inseriti nella hall of fame, con l'esposizione di pattini, costumi di scena, fotografie, documenti e altri cimeli.
Nel 1984 la hall of fame creata dalla USFSA venne riconosciuta ufficialmente dalla International Skating Union (ISU) come World Figure Skating Hall of Fame, la hall of fame internazionale del pattinaggio di figura.
Nel 1990 Skate Canada, la federazione canadese, istituì una propria hall of fame sotto forma di lista delle personalità più significative per il pattinaggio di figura canadese; l'anno dopo anche la USFSA creò una hall of fame specifica per il pattinaggio di figura statunitense, in cui sono inseriti d'ufficio tutti i membri statunitensi della hall of fame internazionale, più altri sportivi, allenatori e contributori che si sono particolarmente distinti a livello nazionale.

## Membri

### A
- Tenley Albright, pattinatrice artistica
- Jeannette Altwegg, pattinatrice artistica

### B
- Ernst Baier in coppia con Maxi Herber, coppia di artistico
- Ria Baran Falk in coppia con Paul Falk, coppia di artistico
- Ljudmila Belousova in coppia con Oleg Protopopov, coppia di artistico
- Willy Böckl, pattinatore artistico
- Brian Boitano, pattinatore artistico
- Norris Bowden in coppia con Frances Dafoe, coppia di artistico
- Pierre Brunet in coppia con Andree Joly, coppia di artistico
- Richard Button, pattinatore artistico

### C
- Herbert J. Clarke, presidente dell'International Skating Union
- Cecilia Colledge, pattinatrice artistica
- Tom Collins, impresario di spettacoli sul ghiaccio
- Robin Cousins, pattinatore artistico
- Toller Cranston, pattinatore artistico
- John Curry, pattinatore artistico

### D
- Frances Dafoe in coppia con Norris Bowden, coppia di artistico
- Christopher Dean in coppia con Jayne Torvill, coppia di danza
- Josef Dedic, vicepresidente dell'International Skating Union
- Lawrence Demmy in coppia con Jean Westwood, coppia di danza
- Richard Dwyer, pattinatore artistico

### E
-

### F
- Paul Falk in coppia con Ria Baran Falk, coppia di artistico
- Jacques Favart, presidente dell'International Skating Union
- Carlo Fassi, pattinatore artistico e allenatore
- Peggy Fleming, pattinatrice artistico
- Bernard Ford in coppia con Dianne Towler, coppia di danza
- Willie Frick, allenatore

### G
- Sheldon Galbraith, allenatore
- Arnold Gerschwiler, allenatore
- Jacques Gerschwiler, pattinatore artistico e allenatore
- Donald Gilchrist, giudice di gara
- Ekaterina Gordeeva in coppia con Sergej Grin'kov, coppia di artistico
- Gillis Grafström, pattinatore artistico
- Sergej Grin'kov in coppia con Ekaterina Gordeeva, coppia di artistico
- Werner Groebli, pattinatore comico noto come Mr Frick
- Aleksandr Gorškov in coppia con Ljudmila Pachomova, coppia di danza

### H
- Jackson Haines, pioniere del pattinaggio artistico
- Dorothy Hamill, pattinatrice artistica
- Scott Hamilton, pattinatore artistico
- Georg Hasler, segretario dell'International Skating Union
- Maxi Herber in coppia con Ernst Baier, coppia di artistico
- Carol Heiss, pattinatrice artistica
- Sonja Henie, pattinatrice artistica
- William O. Hickok IV
- Gladys Hogg, allenatrice

### I
- Midori Itō, pattinatrice artistica

### J
- Donald Jackson, pattinatore artistico
- David Jenkins, pattinatore artistico
- Hayes Alan Jenkins, pattinatore artistico
- Andrée Joly in coppia con Pierre Brunet, coppia di artistico
- Courtney Jones, pattinatore nelle coppie di danza

### K
- Felix Kaspar, pattinatore artistico
- Marina Klimova in coppia con Sergei Ponomarenko, coppia di danza
- James Koch, presidente dell'International Skating Union
- Lily Kronberger, pattinatrice artistica

### L
- Ronald Ludington, allenatore
- Gustave Lussi, allenatore
- Janet Lynn, pattinatrice artistica

### M
- Tamara Moskvina, pattinatrice artistica e allenatrice
- Jutta Muller, allenatrice

### N
- Howard Nicholson, allenatore
- John Nicks, allenatore

### O
- Charlotte Oelschlägel, pattinatrice

### P
- Ljudmila Pachomova in coppia con Aleksandr Gorškov, coppia di danza
- Robert Paul in coppia con Barbara Wagner, coppia di artistico
- Axel Paulsen, pioniere del pattinaggio artistico e di velocità
- Sergei Ponomarenko in coppia con Marina Klimova, coppia di danza
- Oleg Protopopov in coppia con Ljudmila Belousova, coppia di artistico

### Q
-

### R
- T.D. Richardson, autore di manuali sul pattinaggio artistico
- Ronald Robertson, pattinatore artistico
- Irina Rodnina, pattinatrice nelle coppie di artistico
- Louis Rubenstein, pioniere del pattinaggio artistico

### S
- Ulrich Salchow, pattinatore artistico
- Karl Schäfer, pattinatore artistico
- Edi Scholdan, allenatore
- Barbara Ann Scott, pattinatrice artistica
- F. Ritter Shumway, presidente della U.S. Figure Skating Association
- Madge Syers, pattinatrice artistica
- Herma Szabo, pattinatrice artistica

### T
- Jayne Torvill in coppia con Christopher Dean, coppia di danza
- Dianne Towler in coppia con Bernard Ford, coppia di danza
- William Thayer Tutt, dirigente sportivo

### U
-

### V
- Maribel Vinson Owen, pattinatrice e allenatrice

### W
- Barbara Wagner in coppia con Robert Paul, coppia di artistico
- Jean Westwood in coppia con Lawrence Demmy, coppia di danza
- Reginald J. Wilkie, pattinatore nelle coppie di danza
- Montgomery Wilson, pattinatore artistico
- Katarina Witt, pattinatrice artistica
- Benjamin T. Wright, presidente della U.S. Figure Skating Association

### X
-

### Y
- Kristi Yamaguchi, pattinatrice artistica
- Yuzuru Hanyū, pattinatore artistico

### Z
- Alina Zagitova, pattinatrice artistica